# Ralph Carmichael
Ralph Carmichael (Quincy (Illinois), 28 mei 1927 - Camarillo (Californië), 18 oktober 2021) was een Amerikaanse componist en songwriter van zowel seculiere popmuziek als van hedendaagse christelijke muziek. Hij wordt beschouwd als een van de pioniers van dat laatste genre. Carmichael is gehuwd met Marvella en is de vader van componist en kunstenaar Carol Parken.

## Nat King Cole
Zijn grote doorbraak kwam er op het einde van de jaren 50, toen zijn werk onder de aandacht van Capitol Records kwam.
Capitol vroeg hem om muziek te componeren en teksten te schrijven voor het nieuwe album van Nat King Cole met vooral kerstliederen. Het resultaat was The Magic of Christmas, dat werd uitgebracht voor de feestdagen van 1960. Tegen die tijd had Capitol al besloten om Cole en Carmichael meer samen aan het werk te zetten op meerdere seculiere albums.
Carmichael werd vanaf dan Coles meest benutte songwriter tot de dood van de zanger in het begin van 1965. Hun eerste mainstream popalbum werd The Touch of Your Lips in 1960, het was een album dat bestond uit romantische ballades gesteund door weelderige strijkers.
Het laatste album waar ze samenwerkten was L-O-V-E, het was tevens het laatste album van Cole voor hij stierf. Het album werd slechts 2 maanden voordat Cole ten prooi viel aan longkanker opgenomen, dit is niet te horen aan de opnamen.
Tussen deze 2 zeer verschillende albums heeft Carmichael zijn veelzijdigheid nog meer kunnen aantonen, van het Latijns-Amerikaanse More Cole Espanol tot het Country & Western-achtige I Don't Want to be Hurt Anymore.

## Andere artiesten
Carmichael schreef en componeerde ook muziek voor vele andere bekende artiesten zoals: Ella Fitzgerald, Bing Crosby, Stan Kenton, Jack Jones, Peggy Lee, Julie London, Al Martino en Roger Williams.
Carmichael werd ook de muzikaal directeur van de serie I Love Lucy tijdens de latere jaren van de show.
In 1958 werd hij ingehuurd door Jack H. Harris voor zijn film "The Blob (1958)", na het succes van de film werd hij ook gevraagd voor Harris' volgende film 4D Man.

## Christelijke muziek
Carmichael was aan het eind van zijn carrière actief op het vlak van Christelijke muziek, hij werd ook vaak gezien als "de vader van de hedendaagse Christelijke muziek".
Hij is ook de stichter van Light Records. Hij werd soms verketterd binnen de kerk, vanwege het gebruik van gitaren in de erediensten en zijn aanpassingen van gospelmuziek.
In 1969 werkten Carmichael en Kurt Kaiser samen aan "Tell It Like It Is", een musical over God. Het album van de musical verkocht in zijn eerste verkooptermijn 2500 exemplaren en in zijn tweede verkooptermijn 100.000 exemplaren.
In 1985 werd hij opgenomen in de Gospel Music Hall of Fame.